# Il libro ritrovato - Le risposte che aiutano a vivere
Il libro ritrovato (Messiah's Handbook: Reminders for the Advanced Soul) è un libro di Richard Bach, sequel del bestseller Illusioni: Le avventure di un messia riluttante.
Qui Bach incontrava Donald Shimoda un messia riluttante, un pilota di biplano che viaggiava da un paesino all'altro degli Stati Uniti lasciando a chi incontra pillole di saggezza e piccoli miracoli. Don aveva con sé un piccolo libro con tutte le risposte di cui un messia può avere bisogno, una specie di Manuale del Messia.
Questo "manuale", andato perduto in Illusioni, viene oggi regalato da Bach ai suoi lettori.
Il testo è una raccolta di frasi, sentenze, aforismi e piccoli pensieri, stampati singolarmente su ogni pagina, il libro si usa pensando ad una domanda, si chiudono gli occhi e si sceglie una pagina a caso che contiene un pensiero. La risposta alla domanda sarà davanti al lettore.
Il testo non è da considerarsi un romanzo né una fiaba, ma un piccolo manuale con il quale il lettore gioca con le stesse dinamiche dell'autoperfezionamento presentate ne Il gabbiano Jonathan Livingston, tra pensiero positivo e metafore New Age.

## Edizioni
- Richard Bach, Il libro ritrovato, traduzione di Cesare Avanzi, collana Rizzoli, Rizzoli, 2005,  p. 416, ISBN 88-17-00914-8.